# Mohed
Mohed ist eine größere Ortschaft (tätort) in Schweden, die zur Gemeinde Söderhamn in der Provinz Gävleborgs län in der Landschaft Hälsingland gehört. Der Ort liegt am Ufer des Florsjön und an ihm vorbei führen die Reichsstraßen 50 und 301.
Von 1689 bis 1908 war der Ort Standort des Hälsinge regements, bevor dieses nach Gävle verlegt wurde.
Bereits zweimal, 1981 und 2006, fand der Orientierungslauf O-Ringen hier statt.